# Halina Marta Kurowska
Halina Marta Kurowska, po mężu Juniszewska, (ur. 29 lipca 1915 w Chełmży, zm. 2 stycznia 1984 w Gdańsku) – podporucznik AK, łączniczka Komendy Naczelnej TOW „Gryfa Pomorskiego”, organizatorka i komendantka kobiecego pionu „Gryfa” – „Przedświt”, łączniczka przewodniczącego Organizacji Ziem Zachodnich „Ojczyzna”, łączniczka a następnie komendantka łączniczek w dowództwie batalionu „Iwo” AK.

## Życiorys

### Młodość
Była trzecim z sześciu dzieci Zofii z Politowiczów i inż. Bolesława Kurowskiego, po (Bożysławie (1911) i Krzesławie (1913)). Szkołę powszechną ukończyła w Chełmży. Następnie rok spędziła w szkole średniej ss. Urszulanek w Belgii. W 1936 r. została absolwentką Państwowego Seminarium Nauczycielskiego Żeńskiego im. Królowej Jadwigi w Toruniu. 1933–1936 uczestniczyła w Przysposobieniu Wojskowym Kobiet w hufcu szkolnym nr 2 gdzie zaliczyła kurs instruktorki. Pracę jako nauczycielka podjęła w Szkole Powszechnej w Grzywnie (pow. toruński), a następnie pracowała aż do wybuchu II wojny światowej w Szkole Powszechnej nr 10 w Chełmży. Kierownikiem szkoły był Józef Gierszewski. Poprzez swojego ojca i Józefa Gierszewskiego poznała działaczy Tajnej Organizacji Konspiracyjnej „Grunwald”, do której wstąpiła w czerwcu 1939 r. Magazynowała i ukrywała broń, amunicję oraz materiały wybuchowe na wypadek wybuchu wojny.

### II wojna światowa
Mieszkała w Chełmży z rodzicami do 1942 r., kiedy została wysiedlona do Karsina (pow. chojnicki). Tu znów spotkała Józefa Gierszewskiego, który wtedy był Komendantem Naczelnym Tajnej Organizacji Wojskowej „Gryf Pomorski” do którego wstąpiła w lutym 1942 r. W lipcu 1942 r. została mianowana komendantką Pomocniczej Służby Kobiet „Przedświt”, gdzie działała pod pseudonimem „Kryształ”. Poszukiwana przez Gestapo, zdecydowała się w lipcu 1943 r. na wyjazd z Pomorza do Warszawy. W stolicy skontaktowała się z przyjaciółmi swojego brata Bożysława – Włodzimierzem Wnukiem i Witoldem Grottem, członkami Organizacji Ziem Zachodnich „Ojczyzna”. W „Ojczyźnie” używała pseudonimu „Sabina” i działała jako łączniczka jej przewodniczącego – „Sławka” (Jan Jacek Nikisch). Równocześnie studiowała na Wydziale Oświaty i Bibliotekarstwa Tajnego Uniwersytetu Ziem Zachodnich. Służbę w „Ojczyźnie” pełniła do wybuchu powstania warszawskiego.

### Powstanie warszawskie
1 sierpnia 1944 r. zgłosiła się do punktu werbunkowego przy ul. Marszałkowskiej 74. Najpierw została przydzielona do pracy jako łączniczka w dowództwie batalionu „Iwo”, równocześnie w referacie łączności WSK Pierwszego Rejonu I Obwodu Okręgu Warszawskiego AK, potem została komendantką łączniczek batalionu.

### Niewola
Po upadku powstania poszła do niewoli pod fałszywym nazwiskiem Helena Gara – od października 1944 r. była jeńcem Stalagu X B Sandbostel, w grudniu 1944 r., po ujawnieniu stopnia oficerskiego, została przeniesiona do Oflagu IX C Molsdorf w Turyngii. Z grupą kobiet–oficerów przewieziona do Blankenhain. 13 kwietnia 1945 r. została wyzwolona przez pododdziały 3 Armii USA dowodzonej przez gen. Pattona.

### Powrót do kraju
Po wyzwoleniu została przewieziona z grupą byłych jeńców do fabryki metalurgicznej w Burgu w Hesji, gdzie spotkała swojego brata Krzesława, do niedawna jeńca Oflagu VII A Murnau. Z bratem udała się do Oflagu w Murnau, gdyż obóz ten stał się ośrodkiem polskości na terenie okupowanych Niemiec. 12 września 1945 r. wyszła za mąż za ppor. Jerzego Szczęsnego Juniszewskiego, jeńca z września 1939 r. w Oflagu w Murnau, który po zakończeniu wojny pełnił funkcję oficera łącznikowego PSZ w Innsbrucku w Austrii. W 1946 r. urodziła syna Jacka Piotra i z mężem powróciła do Polski do Mieroszowa koło Wałbrzycha.

### PRL
W Mieroszowie urodziła Macieja Szczęsnego (1948) i Małgorzatę Zofię (1950). W 1951 r. przeniosła się wraz z rodziną do Legnicy, gdzie podjęła pracę sekretarza Wydziału Cywilnego w Sądzie Powiatowym, a od 1957 r. jako katechetka w Szkole Podstawowej nr 10, a następnie do sierpnia 1961 r., jako wychowawczyni w internacie Technikum Spożywczego. Po dwóch latach pracy w niepełnym wymiarze godzin przeszła na rentę, a po roku na emeryturę. Zmarła 2 stycznia 1984 r. w szpitalu Akademii Medycznej w Gdańsku. Pochowana 6 stycznia 1984 r. w Legnicy.

## Odznaczenia i awanse
- Awans do stopnia podporucznika AK (Warszawa 29/9 1944)
- Medal Wojska (trzykrotnie, Londyn, 15/8 1948)
- Krzyż Partyzancki (Warszawa 30/7 1975)
- Krzyż Armii Krajowej (Londyn 10/11 1983)